# الثورة الفلبينية 1986

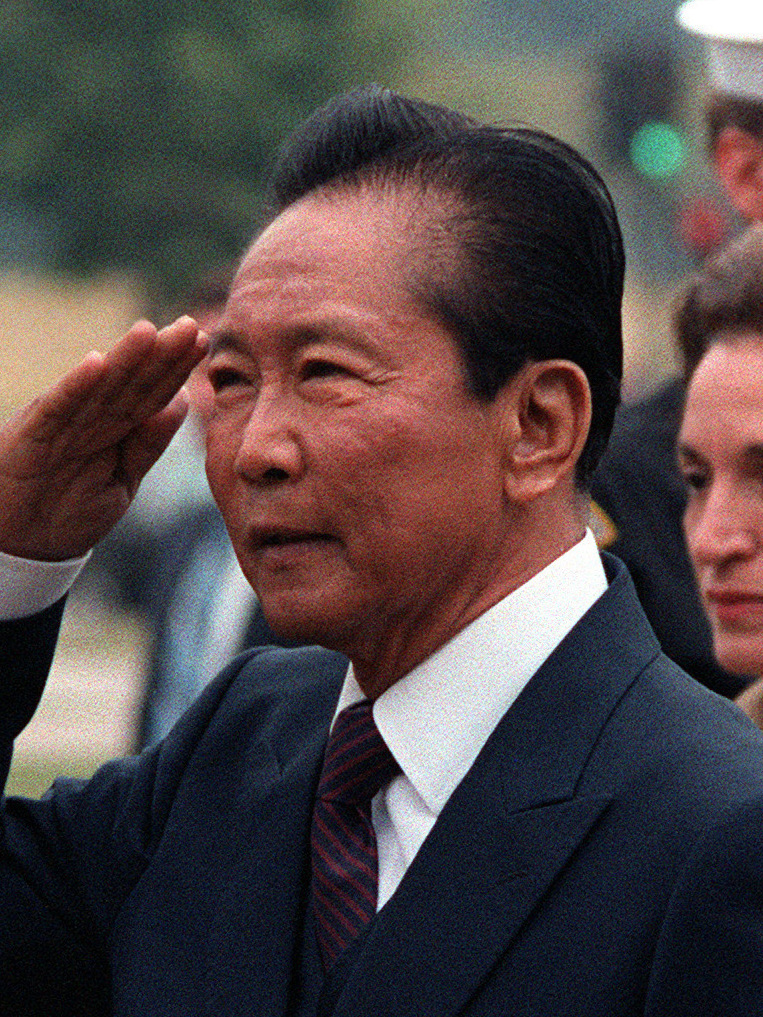
الرئيس فرديناند ماركوس.

الثورة الفلبينية 1986 هي سلسلة من المظاهرات الشعبية في الفلبين بدأت في عام 1983 وبلغت ذروتها في 22-25 فبراير 1986. كانت هناك حملة مستمرة من قبل الشعب ضد العنف في النظام وتزوير الانتخابات. أدت هذه الثورة إلى رحيل الرئيس فرديناند ماركوس واستعادة الديمقراطية في الفلبين.
يشار إليها باسم «الثورة الصفراء» بسبب وجود أشرطة صفراء في المظاهرات التالية لاغتيال السيناتور الفلبيني بنينو «نينوي» أكينو الابن في أغسطس 1983. نُظر إليها على نطاق واسع على أنها انتصار للشعب ضد عقدين من الحكم الرئاسي بقيادة الرئيس ماركوس، وتصدرت عناوين الأخبار تحت عنوان «الثورة التي فاجأت العالم». جرت معظم المظاهرات على امتداد طول شارع إيبيفانيو سانتوس، المعروف أكثر باختصاره إي دي إس إيه، في مترو مانيلا في الفترة من 22-25 فبراير 1986. شملت أكثر من مليوني مدني فلبيني، بالإضافة إلى العديد من السياسيين والمجموعات العسكرية، والجماعات الدينية بقيادة الكاردينال خايمي سين، رئيس أساقفة مانيلا، إلى جانب رئيس مؤتمر أساقفة الفلبين الكاثوليك الكاردينال ريكاردو فيدال، رئيس أساقفة سيبو. تُوجت الاحتجاجات، التي غذتها المقاومة والمعارضة لسنوات حكم الرئيس ماركوس ورفاقه، بفرار الحاكم المطلق وعائلته من قصر مالاكانانغ ونفيهم إلى هاواي. نُصبت كورازون أكينو أرملة نينوي أكينو، كالرئيسة الحادية عشر للفلبين نتيجة للثورة.

## خلفية ونبذة تاريخية
انتُخب الرئيس فرديناند إي ماركوس رئيسًا عام 1965، متفوقًا على الرئيس الحالي ديوسدادو ماكاباغال بفارق 52 إلى 43 بالمئة. كان ماركوس خلال هذه الفترة نشطًا جدًا في بدء مشاريع الأشغال العامة وتكثيف عمليات تحصيل الضرائب. زعم ماركوس وحكومته أنهم «أنشأوا طرقًا أكثر من جميع أسلافه مجتمعين وبنوا مدارس أكثر من أي إدارة سابقة». ووسط اتهامات من حزب المعارضة بشراء الأصوات والانتخابات الاحتيالية، أُعيد انتخاب الرئيس ماركوس في انتخابات الرئاسة الفلبينية عام 1969، وتفوق هذه المرة على سيرجيو أوسمينا الابن بنسبة 61 إلى 39 بالمئة. شابت ادعاءات الحزب الليبرالي المعارض حول انتشار الفساد والكسب غير المشروع فترة الرئاسة الثانية للرئيس ماركوس. ووفقًا لما ذكره اليساريون الذين قاموا بأعمال شغب خلال عاصفة الربع الأول، فإن التفاوت المتزايد في الثروة بين الأغنياء جدًا والفقراء جدًا (الذين شكلوا غالبية سكان الفلبين) أدى إلى ارتفاع الجريمة والاضطرابات المدنية في جميع أنحاء البلاد. ساهمت هذه العوامل، بما في ذلك تشكيل جيش الشعب الجديد والحركة الانفصالية الإسلامية الدموية في جزيرة مينداناو الجنوبية بقيادة جبهة تحرير مورو الوطنية، في التصاعد السريع للسخط المدني والاضطرابات في البلاد.

### إعلان الأحكام العرفية
أعلن ماركوس القرار رقم 1081 في 23 سبتمبر 1972، بسبب منعه من الترشح لولاية ثالثة كرئيس في عام 1973، وأعلن الأحكام العرفية مبررًا ذلك بتصاعد العصيان المدني. بموجب هذا المرسوم وبعد الحصول على موافقة الناخبين من خلال الاستفتاء، استولى الرئيس ماركوس على سلطات الطوارئ التي منحته سيطرة تامة على الجيش الفلبيني وسلطة قمع وإلغاء حرية التعبير وحرية الصحافة والعديد من الحريات المدنية الأخرى. حل الرئيس ماركوس أيضًا كونغرس الفلبين وأغلق المؤسسات الإعلامية التي تنتقد الإدارة الماركوسية.
أمر الرئيس ماركوس أيضًا بالاعتقال الفوري لخصومه السياسيين ومنتقديه. كان من بين المعتقلين رئيس مجلس الشيوخ جوفيتو سالونغا، والسناتور خوسيه ديوكنو، والسناتور بينينو أكينو الابن، الذين ربطهم ماركوس بالشيوعيين والرجل الذي جهزته المعارضة لخلافة الرئيس ماركوس بعد انتخابات عام 1973. في 25 نوفمبر 1977، اتهمت اللجنة العسكرية أكينو مع اثنين من المتهمين معه، وهما زعيم جيش الشعب الجديد برنابي بوسكاينو (القائد دانتي) والملازم فيكتور كوربوز، بأنهم مذنبون في جميع التهم وحُكم عليهم بالإعدام رمياً بالرصاص. واصل المؤتمر الدستوري، الذي دعا عام 1970 لتبديل الدستور عصر الكومنولث 1935، العمل على صياغة دستور جديد بعد إعلان الأحكام العرفية.
دخل الدستور الجديد حيز التنفيذ في أوائل عام 1973، فغير نظام الحكم من الرئاسي إلى البرلماني، وسمح للرئيس ماركوس بالبقاء في السلطة لبعد عام 1973، وافق 95% من الناخبين على الدستور في الاستفتاء الدستوري الفلبيني. أسس أكينو عام 1978، أثناء وجوده في السجن، حزبه السياسي لاكاس نغ بيان (اختصاره «لابان»؛ ويعني: سلطة الشعب) للترشح لمنصب في الجمعية الوطنية المؤقتة (البرلمان). خسر جميع مرشحي لابان، بمن فيهم نينوي نفسه. مع اعتقال ونفي جميع خصومه السياسيين تقريبًا، تمكّن الرئيس ماركوس بإعلانه الوقائي للأحكام العرفية في عام 1972 وتصديق أكثر من 95% من الناخبين على دستوره الجديد من إضفاء الشرعية على حكومته بفعالية واحتفاظه بالسلطة لمدة 14 سنة أخرى بعد فترتي ولايته الأولى كرئيس. في سياق الحرب الباردة، احتفظ ماركوس بدعم الولايات المتحدة من خلال وعده بالقضاء على الشيوعية في الفلبين وبتأكيد الولايات المتحدة استمرار استخدامها للقواعد العسكرية والبحرية في الفلبين.

### اغتيال نينوي أكينو
رغم تحذيرات الجيش والسيدة الأولى إميلدا آر. ماركوس، صمم نينوي أكينو على العودة إلى الفلبين. وردًا على سؤال حول رأيه بتهديدات القتل، أجاب نينوي أكينو: « الفلبيني يستحق الموت من أجله.»
في ذلك الوقت، انتهت صلاحية جواز سفر نينوي ورُفض تجديده. لذا، خطط نينوي للحصول على جواز سفر مزيف بمساعدة رشيد لقمان، حمل جواز السفر الاسم المستعار مارسيال بونيفاسيو (مارسيال نسبةً للقانون العرفي وبونيفاسيو لحصن بونيفاسو، سجنه السابق). في 21 أغسطس، عام 1983، بعد نفيه لثلاث سنوات في الولايات المتحدة، اغتيل أكينو أثناء نزوله من رحلة تجارية تايوانية في مطار مانيلا الدولي (الذي أُعيد تسميته لاحقًا على شرف أكينو). صدم اغتياله وأغضب العديد من الفلبينيين، وفقد معظمهم الثقة في إدارة ماركوس. أدى هذا الحدث إلى مزيد من التشكيك بالحكومة، ما أدى إلى عدم التعاون بين الفلبينيين، والذي أدى في النهاية إلى العصيان المدني الصريح. هز الاغتيال إدارة ماركوس أيضًا، التي كانت تتدهور ويرجع ذلك، جزئياً، لتدهور الحالة الصحية لماركوس ومرضه الذي قتله في نهاية المطاف (الذئبة الحمامية). أدى اغتيال نينوي أكينو إلى زيادة تدهور الاقتصاد الفلبيني، ووقعت الحكومة في الدين. بحلول نهاية عام 1983، كانت الفلبين في حالة ركود اقتصادي، وتقلص الاقتصاد بنسبة 6.8%. عيّن ماركوس عام 1984 لجنة بقيادة رئيس القضاة إنريكي فرناندو، للتحقيق في اغتيال أكينو. رغم استنتاجات اللجنة، رفض الكاردينال خايمي سين، رئيس أساقفة مانيلا، عرض الانضمام إلى اللجنة ورفض آراء الحكومة حول الاغتيال.

### دعوات للانتخابات
في 3 نوفمبر 1985، وبعد ضغوط من الحكومة الأمريكية، أعلن ماركوس فجأة إجراء انتخابات رئاسية مبكرة في العام التالي، قبل عام واحد من الموعد المقرر للانتخابات الرئاسية العادية، لإضفاء الشرعية على سيطرته على البلاد. صُدّق على الانتخابات المبكرة من خلال إقرار القانون الوطني رقم 883 من قبل مجلس الشيوخ ذي الغرفة الواحدة الذي سيطر عليه ماركوس والمسمى الجمعية الوطنية النظامية. شجعت حركة المعارضة المتنامية كورازون أكينو أرملة نينوي أكينو على الترشح للرئاسة. أفسح زعيم المعارضة المتحدة (يو إن آي دي أو)، سلفادور لوريل، الذي قدم ترشيحه في وقت سابق كمرشح رسمي للمعارضة المتحدة لرئاسة الجمهورية، المجال لكورا بعد اتفاق سياسي رفضته كورا بعد الانتخابات في وقت لاحق. ترشح سلفادور لوريل في النهاية، كنائب لكورا أكينو لمنصب نائب الرئيس بقيادة حزب المعارضة المتحدة. وترشح ماركوس لإعادة انتخابه، مع ارتورو تولينتينو كنائب له بقيادة حزب حركة المجتمع الجديد (كيلوسانغ باغونغ ليبونان كيه بي إل).

## أحداث

### انطلاق حملة العصيان المدني والمقاطعة
في 16 فبراير 1986، أطلقت كورازون أكينو مسيرة «انتصار الشعب» في منتزه لونيتا، معلنة عن حملة عصيان مدني ودعت مؤيديها إلى مقاطعة المطبوعات والشركات المرتبطة بماركوس أو أيّ من أتباعه. وحضر الحدث حشد من نحو مليوني شخص. بدأ معسكر أكينو بالتحضير لمزيد من التجمعات، وذهبت أكينو بنفسها إلى سيبو من أجل حشد مزيدٍ من العامة لقضيتهم.

### إحباط انقلاب عسكري
شرعت حركة إصلاح القوات المسلحة في محاولة انقلاب ضد ماركوس، لاستياء قادتها وصدمتهم من المخالفات الانتخابية الجريئة والواضحة. تمثلت الخطة الأولية بمهاجمة إحدى الفرق لقصر مالاكانانغ واعتقال فرديناند ماركوس، على أن تستولي بعدها الوحدات العسكرية الأخرى على المنشآت الاستراتيجية الرئيسية، مثل المطار والقواعد العسكرية والمقر العام للقوات المسلحة الفلبينية في معسكر أغوينالدو، وتقاطعات الطرق السريعة الرئيسية لمنع الهجوم المضاد من قِبل القوات الموالية لماركوس.
ومع ذلك، بعد أن علم ماركوس بالمؤامرة، أمر باعتقال قادتها، وقدم للصحافة الدولية والمحلية بعض المنظمين المأسورين، ومنهم الرائد سوليتو أرومين والرائد إدغاردو دورومال.
بعد تهديدهم بالسجن الوشيك، قرر وزير الدفاع خوان بونس إنريل ورفاقه من مدبري الانقلاب طلب المساعدة من نائب رئيس أركان القوات المسلحة الفلبينية آنذاك الفريق فيديل راموس، الذي كان أيضًا رئيس الشرطة الفلبينية (الآن الشرطة الوطنية الفلبينية). وافق راموس على الاستقالة من منصبه ودعم المتآمرين. اتصل إنريل أيضًا بالكاردينال ذو النفوذ رئيس أساقفة مانيلا خايمي سين لدعمه.
في نحو الساعة السادسة والنصف من مساء يوم 22 فبراير، عقد إنريل وراموس مؤتمرًا صحفيًا في مبنى وزارة الدفاع الوطني في معسكر أغوينالدو، حيث أعلنا استقالتهما من مناصبهما في حكومة ماركوس وسحب دعمهما عنها. وفي وقت لاحق عقد ماركوس نفسه مؤتمرًا صحفيًا طلب فيه من إنريل وراموس الاستسلام وحثهما على «وقف هذا الغباء».

### نداء الكاردينال سين
بعد إدانة الكاردينال فيدال لنتيجة الانتخابات المبكرة المزورة، بُثت رسالة عبر إذاعة فيريتاس في نحو الساعة 9 ليلًا، حث الكاردينال سين من خلالها الفلبينيين في العاصمة على مساعدة قادة المتمردين بالذهاب إلى قسم شارع إدسا الواقع بين كامب كراميه وأغوينالدو وتقديم الدعم المعنوي والطعام والإمدادات الأخرى. بالنسبة للكثيرين، بدا هذا قرارًا غير حكيم لأن المدنيين لن يصمدوا أمام عمليات تفريق القوات الحكومية لهم. وكان الكثير من العامة، وخاصة الكهنة والراهبات، ما زالوا يتدفقون إلى إدسا.
أيها الأعزاء، أتمنى منكم الصلاة، لأنه يمكننا من خلال الصلاة فقط حل هذه المشكلة. معكم الكاردينال سين متحدثًا إلى الشعب، الموجود خاصة في مترو مانيلا. ينتابني القلق بالفعل إزاء وضع الوزير إنريل والجنرال راموس، وإني أدعو شعبنا لدعم صديقينا الطيبين في المعسكر. إذا كان بإمكان أي منكم التواجد في معسكر أغوينالدو لإظهار التضامن والدعم في هذه الفترة الحرجة للغاية، حينما أظهر صديقانا الطيبان مثاليتهما، فسأكون سعيدًا جدًا لدعمهما الآن. أتمنى فقط تجنب العنف وإراقة الدماء. فلنبتهل إلى سيدتنا المباركة لتساعدنا حتى نتمكن من حل هذه المشكلة سلميًا
- خايمي كاردينال سين
لعبت إذاعة فيريتاس دورًا حاسمًا خلال الانتفاضة الجماهيرية. صرح فرانشيسكو نيمينزو، رئيس جامعة الفلبين السابق «لولا إذاعة فيريتاس، لكان من الصعب، إن لم يكن من المستحيل، حشد ملايين الأشخاص في غضون ساعات». وبالمثل، قال أحدهم من قلب الحدث: «في الواقع، كان راديو فيريتاس الحبل السري لربطنا بأي أحداث أخرى».